# شکستن سکوت
شکستن سکوت (عبری: שוברים שתיקה‎) (عبری: שוברים שתיקה‎ Shovrim Shtika) سازمان مردم‌نهاد اسرائیلی است که به وسیله کهنه سربازان نیروهای دفاعی اسرائیل تأسیس شده که شهادت‌هایی دربارهٔ خدمت نظامی شان در کرانه باختری رود اردن، نوار غزه، و بیت‌المقدس شرقی از زمان انتفاضه اقصی جمع‌آوری می‌کنند. این ان جی او که در شرق اورشلیم واقع شده، امکانی برای کارکنان فعال و ذخیره اسرائیلی فراهم می‌آورد تا تجربیاتشان در سرزمین‌های اشغال‌شده توسط اسرائیل را توصیف کنند. جی جی گلدبرگ را یک سازمان دست چپی اعتراضی سربازان توصیف کرده‌است. لارنس سوئین گفته‌است که این گروه ترکیب جمعیتی و ایدئولوژیک متغیرتری دارد از آنچه که توصیف می‌شود.

## حضور در رسانه‌ها
شکستن سکوت حضور فعالی در رسانه‌ها دارد و هر از گاهی اخبار داخلی بحث‌برانگیزی از فعالیت ارتش اسراییل به گوش عموم مردم می‌رساند. از جمله جنجالی‌ترین حضور رسانه ای اعضای گروه، مصاحبه آونر گواریاهو با استفان ساکر در برنامه گفتگوی صریح در فوریه ۲۰۱۸ بود که گواریاهو ارتش اسراییل را به جنایت‌های متعدد از جمله یورش به خانه فلسطینیان کاملاً بی گناه در نیمه‌های شب به عنوان یک روتین متهم کرد. او در این برنامه به صراحت خواستار پایان اشغال سرزمین‌های فلسطینی و برخورد غیرانسانی با فلسطینیان شد.